# Ocotempa, Ajalpan
Ocotempa är en ort i Mexiko.   Den ligger i kommunen Ajalpan och delstaten Puebla, i den sydöstra delen av landet, 250 km öster om huvudstaden Mexico City. Ocotempa ligger 1 777 meter över havet och antalet invånare är 457.
Terrängen runt Ocotempa är bergig österut, men västerut är den kuperad. Terrängen runt Ocotempa sluttar österut. Runt Ocotempa är det ganska tätbefolkat, med 111 invånare per kvadratkilometer. Närmaste större samhälle är Huitzmaloc, 2,4 km nordost om Ocotempa. I omgivningarna runt Ocotempa växer i huvudsak blandskog.